# ونيار
ونيار هي قرية في مقاطعة هريس، إيران. عدد سكان هذه القرية هو 64 في سنة 2006.